# Siegfried Gutenbrunner
Siegfried Gutenbrunner, född 26 maj 1906, död 23 november 1984, var en österrikisk språkforskare.
Gutenbrunner blev docent i germansk språkhistoria och fornkunskap vid universitetet i Wien 1936. Han utgav bland annat Die germanischen Götternamen der antiken Inschriften (1936), Germanische Frühzeit in den Berichten der Antike (1939) och en lång rad mindre bidrag till fornnordisk filologi (eddadiktning, runologi med mera).